# Saint-Loup-Géanges
Saint-Loup-Géanges település Franciaországban, Saône-et-Loire megyében. Lakosainak száma 1643 fő (2022. január 1.). Saint-Loup-Géanges Sainte-Marie-la-Blanche, Chevigny-en-Valière, Merceuil, Meursanges, Allerey-sur-Saône, Demigny, Gergy és Saint-Gervais-en-Vallière községekkel határos.

## Népesség
A település népessége az elmúlt években az alábbi módon változott:
| Lakosok száma | 1614 | 1622 | 1674 | 1631 | 1636 | 1640 | 1644 | 1639 | 1643 |
|               | 2013 | 2015 | 2016 | 2017 | 2018 | 2019 | 2020 | 2021 | 2022 |